# San Andrés de Cuerquia
San Andrés de Cuerquia là một khu tự quản thuộc tỉnh Antioquia, Colombia. Thủ phủ của khu tự quản San Andrés de Cuerquia đóng tại San Andrés. Khu tự quản San Andrés de Cuerquia có diện tích 177 ki lô mét vuông. Đến thời điểm ngày 28 tháng 5 năm 2005, khu tự quản San Andrés de Cuerquia có dân số 8188 người.